# 网球频道
网球频道（Tennis Channel）是一个在美国播出的以体育节目为导向的数字有线和卫星电视网络，由辛克莱广播集团的子公司辛克莱电视集团（Sinclair Television Group）拥有。该频道主要播出与网球相关的赛事和节目，同时涵盖其他球拍类运动，例如羽毛球、匹克球和壁球。
该频道于2003年5月15日开播，总部位于加利福尼亚州的圣莫尼卡，节目制作中心设在洛杉矶郊区的卡尔弗城，具备高清广播能力。目前由肯·所罗门（Ken Solomon）担任首席执行官（CEO）。
截至2023年11月，网球频道覆盖了约3800万美国付费电视家庭，与其2019年达到的6300万家庭峰值数据相比有所下降。

## 历史
在2001年网球频道由史蒂夫·贝拉米在其后院的一个棚子里创立，他很快雇佣布鲁斯·莱德（Bruce Rider）负责节目和营销。 一个被称为“威亚康姆黑手党”（Viacom Mafia）的投资团队（包括维亚康姆的前CEO菲利普·多曼、弗兰克·比昂迪，以及现任CEO托马斯·E·杜利）参与了频道创立。他们也募集到别的投资者，包括贝恩资本、摩根大通合伙人、Battery资本、哥伦比亚资本（Columbia Capital），以及网球名将皮特·桑普拉斯和安德烈·阿加西，共投资约1亿美元。
创始人认为，与目前非常成功的高尔夫频道类似，网球频道的观众中涵盖男女两性，而且都属于高端收入群体，能够吸引广告商。
频道于2003年5月15日正式上线，其首个直播活动是4月在麻薩諸塞州洛厄尔举行的联合会杯比赛的预播。巴里·麦凯是最初的评论员之一。
2005年，网球频道从IMG手中收购了在斯科茨代尔举行的ATP巡回赛赛事富兰克林·邓普顿网球经典赛（Franklin Templeton Tennis Classic），并于2006年将其迁至拉斯维加斯，更名为网球频道公开赛。网球频道还计划同时举办女子和青少年网球赛事。
因为收视率低迷（到2006年仅有500万订阅用户），而且频道缺乏高关注度赛事的版权覆盖（如大满贯），2005年戴维·美斯特（David Meister）被肯·所罗门（Ken Solomon）取代。2006年2月1日，网球频道成为新的独立节目网络协会（Association of Independent Programming Networks）的创始成员。网球频道的发行高级副总裁兰迪·布朗 (Randy Brown) 是该集团的联合创始人，连同美国频道（The American Channel）的多伦·戈尔辛 (Doron Gorshein) 一起。
2006年，网球频道以两倍于ESPN的出价获得了法国网球公开赛的有线电视转播权，然后将大约一半的转播套餐转授权给ESPN，其成本低于ESPN为整个赛事支付的费用。2008年，网球频道将网球频道公开赛卖回给ATP，理由是其核心业务的增长，并专注于收购大满贯赛事转播权有关；从2009年开始，网球频道还将美国网球公开赛的版权分销给ESPN。
2013年4月，据推测半岛电视台媒体网络（Al Jazeera Media Network）表示有兴趣收购网球频道以以补充其自身体育频道beIN Sports，但最终没有结果。该频道于2013年8月14日开设了一家在线商店，销售高尔夫商品和装备。
2013年，网球频道推出了TV Everywhere服务Tennis Channel Everywhere。2014年5月25日，该网络还推出了网球频道Plus，这是一项新的直接面向消费者的订阅服务，提供更多的增值服务和独家转播，包括电视上未播出的其他赛事的报道，还包括法国网球公开赛（除了决赛）的数字版权。网球频道运营商从该服务中获得利润分成。
2015年，网球频道获得华盛顿网球公开赛的版权，并签署了为期四年的转播合同。该赛事以前是美国网球公开赛系列赛的一部分，但由于该系列赛的版权持有者ESPN即将成为美国公开赛的独家转播商，网球频道只能播出有限的赛事报道，于是该赛事愤而退出美网系列赛。

### 辛克莱时代
2016年1月27日，美国最大的无线电视台所有者辛克莱广播集团宣布将以3.5亿美元收购网球频道。在宣布收购的声明中，辛克莱首席执行官大卫·史密斯（David Smith）表示，网球频道拥有高质量的内容和广告商，尽管其估值较低且分布不足。辛克莱还承担2亿美元的净运营亏损，以抵消未来的税款。该交易于2016年3月2日完成。几天后，网球频道宣布延长其法国网球公开赛的转播合同。此外，ESPN以其倾向于持有整个赛事的转播权为由，放弃了与网球频道的法国网球公开赛转授权协议，从而获得法网赛事的独家有线转播权（NBC仍然是广播电视转播权持有者）。
2017年3月，辛克莱还收购了《網球雜誌》和Tennis.com，寻求与网球频道整合以增强其跨平台影响力。
2018年10月，网球频道宣布从2019年开始取代beIN Sports获得WTA巡回赛中46项海外赛事为期五年的美国转播权。beIN Sports此前作为覆盖30个国家的更大交易的一部分获得了WTA巡回赛的版权，但在美国观众中受到批评。beIN Sports的家庭覆盖数量仅为网络频道的一半，且在2018年8月，包括一些主要电视服务提供商在内的多个渠道已停止支持该频道。而且beIN Sports频繁将转播时间优先分配给足球赛事，影响了WTA赛事的播出。
2019年，网球频道将华盛顿公开赛的转播权延长五年，在该赛事卖给新的所有者之后重新加入了美网系列赛。
2020年10月，网球频道续签了ATP巡回赛的美国转播权，并增加了2021年开始在北美举办的ATP1000大师赛赛事的转播权（之前由ESPN获得独家转播合同）。这使得网球频道成为所有ATP1000大师赛赛事的美国独家转播商。

## 直播嘉宾
- 普拉卡什·阿姆里特拉吉（英语：Prakash Amritraj）
- 保羅·安納干尼（退役的网球运动员）
- 吉米·阿里亚斯
- 崔西·奧斯丁
- 詹姆斯·布雷克
- 吉姆·考瑞尔
- 琳赛·达文波特
- 简-迈克尔·甘比尔
- 布雷特·哈伯（英语：Brett Haber）
- 马克·诺尔斯
- 尼古拉斯·门罗（英语：Nick Monroe）
- 卡莫·默里（英语：Kamau Murra）
- 玛蒂娜·纳芙拉蒂洛娃
- 尼古拉斯·佩雷拉（英语：Nicolas Pereira）
- 安德烈婭·佩特科維奇
- 泰德·罗宾逊（英语：Ted Robinson (sportscaster)）
- 安迪·罗迪克
- 嬋達·魯賓
- 雷夫·席拉斯（英语：Leif Shiras）
- 可可·范德韋
- 史蒂夫·韦斯曼（英语：Steve Weissman）
- 乔·特海姆（英语：Jon Wertheim）
- 阿里·沃尔夫（英语：Ari Wolfe）